# 윈드워드 해협

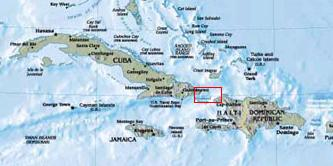
윈드워드 해협

윈드워드 해협(Windward Passage)은 쿠바 섬과 히스파니올라섬 사이의 해협이다. 폭은 80km, 가장 깊은 곳은 1,700m이다. 대서양과 카리브해를 잇는다.